# أفارستان

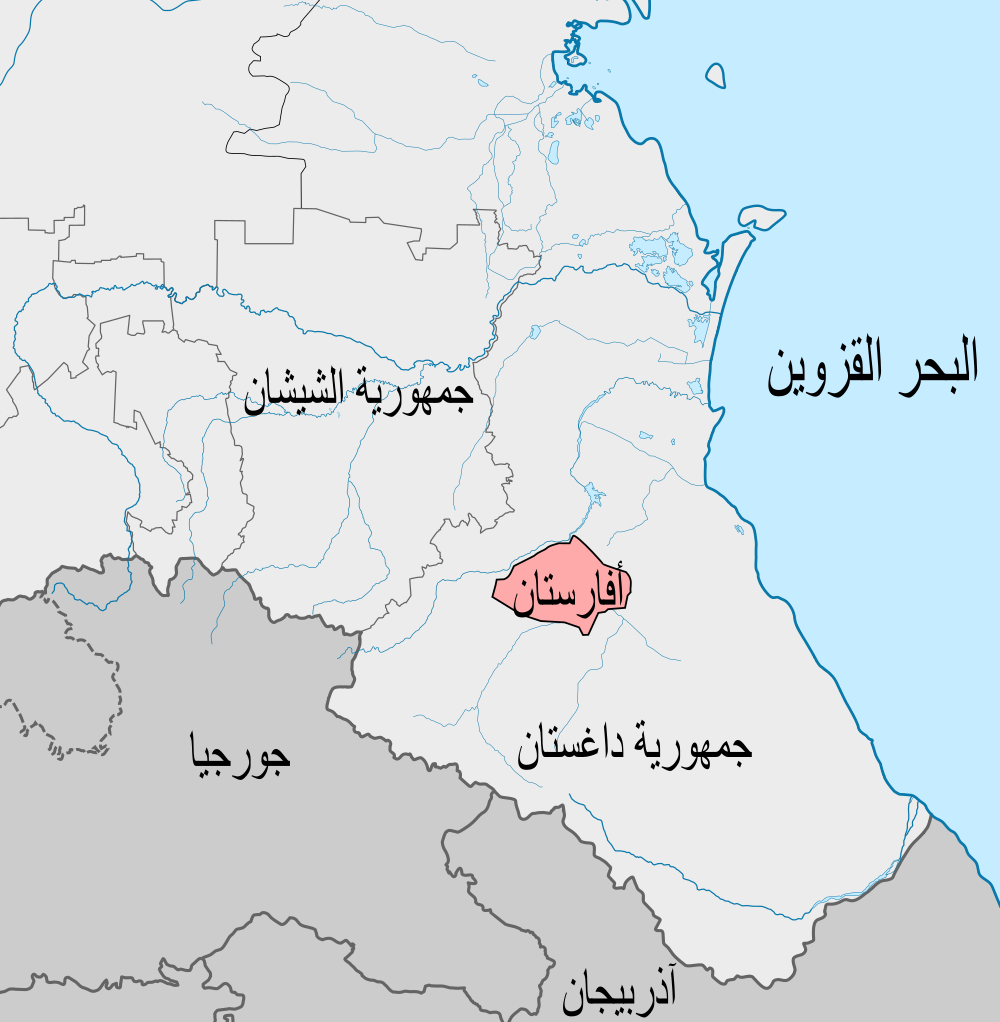
خريطة أفارستان ضمن جمهورية داغستان الروسية

أفارستان أو أوارستان (بالروسية: Аваристан)، (بالأوارية: Аваристан) هي تسمية قديمة تاريخية للمنطقة التي سكنها الآفار، والتي على أساسها أسس الإمام شامل دولته الإسلامية التي سميت بـ "الإمامات"، وهي الآن جزء من جمهورية داغستان وتقع غربي داغستان.